# Exponentielles Diskontieren
Exponentielles Diskontieren ist das Standardverfahren in sämtlichen Lehrbüchern zur Investitionsrechnung. Es ist am weitesten verbreitet und besonders für finanzwirtschaftliche Problemstellungen typisch, da die vorliegenden Ergebnisse aus Zahlungen bestehen. Die finanzmathematischen Grundlagen der Diskontierung sind älteren Datums. Die ersten Ideen bzw. heute noch gebräuchlichen Grundlagen stammten von Leibniz im 17. Jahrhundert.

## Notation
Zur Erläuterung wird folgende Notation verwendet:
- Der zukünftige Zeitraum wird durch die Menge der Zeitpunkte {\displaystyle Z=\lbrace 0,1,2,3,...,\tau ,...,N\rbrace } mit {\displaystyle t\in Z} beschrieben.
- Die Bewertung eines zukünftigen Nutzens aus heutiger Sicht erfolgt durch die Diskontierungsfunktion bzw. Diskontfunktion {\displaystyle f(t).}
- Der im Zeitpunkt {\displaystyle t=0} bewertete Nutzen des zukünftigen Konsums {\displaystyle u_{\scriptscriptstyle t}\left(c_{\it {\scriptscriptstyle {\it {t}}}}\right)} wird damit wie folgt ermittelt: {\displaystyle u_{\scriptscriptstyle 0}(c_{\it {\scriptscriptstyle {\it {t}}}})=f(t)\cdot u_{\scriptscriptstyle t}\left(c_{\it {\scriptscriptstyle {\it {t}}}}\right).}
- Die Diskontierungsfunktion {\displaystyle f(t)} modelliert die individuelle Zeitpräferenzrate als Funktion der Zeit. Die individuelle Zeitpräferenzrate für den Konsum zwischen zwei Zeitpunkten wird mit {\displaystyle p} bezeichnet.  Wenn Finanzanlagen betrachtet werden würden und eine Periode einem Jahr gleichen würde, entspräche dies dem jährlichen Zinssatz.
- Für einen Akteur mit Gegenwartspräferenz gilt {\displaystyle p>0}. Der Akteur ist dann ungeduldig. Verfügt der Akteur über Zukunftspräferenz, so gilt {\displaystyle p<0}. Ist der Akteur indifferent, folgt {\displaystyle p=0}.
- Der Wert der Diskontierungsfunktion {\displaystyle f(t)} für einen bestimmten Zeitraum wird umgangssprachlich als Diskontierungsfaktor bezeichnet.
- Das Verhältnis der Diskontierungsfaktoren zwischen zwei Zeitpunkten ist die Diskontrate  {\displaystyle \Delta (t)} (vgl. Definition 1).

## Diskontrate und Diskontierungsfunktion
Definition 1:
Die Diskontrate {\displaystyle \Delta (t)} ergibt sich:
- in stetiger Zeit aus: {\displaystyle \Delta (t)=\displaystyle {\dfrac {f^{\scriptscriptstyle \prime }(t)}{f(t)}}} und
- in diskreter Zeit aus: {\displaystyle \Delta (t)=\displaystyle {\dfrac {-\left\lbrack f(t+1)-f(t)\right\rbrack }{f(t+1)}}.}

Die Anforderungen an rationale intertemporale Entscheidungen führen zum Modell des exponentiellen Diskontierens. Dieses ist das einzige Modell, welches zeitkonsistente Entscheidungen sicherstellt. Deshalb impliziert die Annahme des homo oeconomicus exponentielles Diskontieren und vice versa. Diese Standardform der Diskontierung (vgl. Definition 2) wurde frühzeitig entwickelt.
Definition 2:
Die exponentielle Diskontierungsfunktion {\displaystyle f_{\scriptscriptstyle E}(t)} ist bei zeitstetiger Darstellung definiert durch:
{\displaystyle f_{\scriptscriptstyle E}(t)=\left\lbrack {\frac {1}{e^{\it {\scriptscriptstyle p}}}}\right\rbrack ^{\it {\scriptscriptstyle t}}}, mit {\displaystyle p>0.}
Die übliche Darstellung aus Definition 2 ist {\displaystyle f_{\scriptscriptstyle E}(t)=e^{\scriptscriptstyle -p\cdot t}.} Zeitdiskret wird formuliert: {\displaystyle f_{\scriptscriptstyle E}(t)={\frac {1}{\left(1+p\right)^{\scriptscriptstyle t}}}=\left(1+p\right)^{\scriptscriptstyle -t}}. Bei der stetigen Modellierung muss die stetige Zeitpräferenzrate verwendet werden und bei der diskreten Formulierung die entsprechende diskrete Variante. Wenn Finanzanlagen auf einem vollkommenen Kapitalmarkt sowie ein vollkommen rationaler Akteur betrachtet werden würden, entspräche dies dem diskreten und dem stetigen Zinssatz. Das führt zu folgendem Zusammenhang:
{\displaystyle {\begin{array}{llll}f_{\scriptscriptstyle E}(t)&=&e^{\scriptscriptstyle -t\cdot p_{\scriptscriptstyle {\it {stetig}}}}\\&=&\left\lbrack e^{-ln\left(1+p_{\scriptscriptstyle {\it {diskret}}}\right)}\right\rbrack ^{t}\\&=&\left\lbrack {\dfrac {1}{1+p_{\scriptscriptstyle {\it {diskret}}}}}\right\rbrack ^{t}\\&=&\delta ^{t}\end{array}}}
Damit kann eine exponentielle Diskontierungsfunktion in allgemeiner Form beschrieben werden (vgl. Definition 3).
Definition 3:
Eine Funktion {\displaystyle f_{A}(t)=\delta ^{t}} für {\displaystyle 0<\delta <1} ist eine exponentielle Diskontierungsfunktion in allgemeiner Form.
Im exponentiellen Modell folgt die Diskontrate {\displaystyle \Delta _{\scriptscriptstyle E}(t)} aus:
{\displaystyle {\begin{array}{ll}\Delta _{\scriptscriptstyle E}(t)&=&\displaystyle {\dfrac {-f_{\scriptscriptstyle E}^{\scriptscriptstyle \prime }(t)}{f_{\scriptscriptstyle E}(t)}}\\&=&p\end{array}}}
Das bedeutet, die Diskontrate bleibt bei variierenden Zeiträumen konstant. Ein anschauliches Beispiel bietet die Diskontierung von Zahlungen auf dem vollkommenen Kapitalmarkt. In diesem Fall wird die Diskontrate durch den – einheitlichen und im Zeitverlauf unveränderlichen – Zinssatz ausgedrückt.

## Eigenschaft der Additivität
Die exponentielle Diskontierungsfunktion weist die folgende Eigenschaft auf: {\displaystyle f_{\scriptscriptstyle E}(t)=f(0;\tau )\cdot f(\tau ;N)}. Darin beschreibt {\displaystyle f(0;\tau )} den Faktor für die Diskontierung vom Zeitpunkt {\displaystyle t=\tau } auf den Zeitpunkt {\displaystyle t=0}. Der Term {\displaystyle f(N;\tau )} bezeichnet den Faktor für die Diskontierung vom Zeitpunkt {\displaystyle t=N} auf den Zeitpunkt {\displaystyle t=\tau }. Diese Eigenschaft wird als Additivität bezeichnet (vgl. Eigenschaft 1).
Eigenschaft 1:
Eine Diskontierungsfunktion {\displaystyle f(t)} ist additiv, wenn gilt:
{\displaystyle f(0;N)=f(0;\tau )\cdot f(\tau ;N)} für alle {\displaystyle \tau ,N>0.}
Das ist eine – aus finanzmathematischer Sicht triviale – Grundlogik des exponentiellen Diskontierens: Die Höhe des Bar- bzw. des Endwertes ist unabhängig davon, in wie viele Intervalle der Zeitraum unterteilt wird. Der Begriff der Additivität beschreibt also nichts anderes als eine Rechenregel für Potenzen. Somit müssen die Präferenzen des Akteurs ebenfalls additiv sein.